# 密齿千里光
密齿千里光（学名：Senecio densiserratus）为菊科千里光属的植物，是中国的特有植物。分布于中国大陆的甘肃、四川等地，生长于海拔2,450米至3,000米的地区，一般生长在高山山谷，目前尚未由人工引种栽培。